# Transacción persona-ambiente
Las transacciones persona-ambiente son un conjunto de mecanismos que relacionan los factores diferenciales de la persona y del ambiente para promover la consistencia de la personalidad. 
Cabe destacar que la transacción es un concepto distinto a la interacción. La diferencia entre estos conceptos es básicamente que la interacción es el modo en el que el ambiente puede regular diferencialmente la expresión de los genes y las transacciones, a pesar de haber una interacción entre persona y ambiente, tienen su objetivo principal en promover la consistencia de la personalidad.
Las transacciones persona-ambiente pueden producir dos tipos de consecuencias en el curso de la vida: consecuencias acumulativas y consecuencias interaccionales. Las consecuencias acumulativas describen el proceso en el que las características de la personalidad “seleccionan” a los individuos y llevan a ambientes que refuerzan más sus predisposiciones. Las consecuencias interaccionales describen el proceso en el que las características de la personalidad son reforzadas temporalmente por las respuestas recíprocas que obtienen de los demás.

## Origen
El término fue utilizado por primera vez por Avshalom Caspi, que decidió acuñar el término “transacciones” para evitar la connotación estadística que se podía atribuir al término “interacción”.
Las transacciones persona-ambiente empezaron a ser consideradas para paliar la necesidad de dar una explicación más completa al desarrollo de la personalidad, ya que anteriormente tan sólo se tenían en cuenta variables internas al sujeto. La adición de las transacciones persona-ambiente aportó, por tanto, una perspectiva holística e interaccionista del desarrollo humano.

## Clasificación
Dichas transacciones se dividen en siete tipos: atracción, selección, reacción, evocación, manipulación, atrición o abandono y claridad de la identidad.

### Atracción
La atracción es un tipo de transacción que refleja el proceso mediante el cual las personas se ven atraídas y eligen experiencias cuyas cualidades son consistentes con las de su propia personalidad.
Ejemplos que muestran la transacción de atracción: 
- Ackerman y Heggestad en 1997 redactaron un artículo donde se explicaba esta transacción a partir de ejemplos. La intención del artículo era demostrar que en función de las habilidades, intereses y rasgos de la personalidad, una persona se sentía más atraída hacia un tipo de trabajo u otro. Los ejemplos que puso fueron que personalidades más extrovertidas, con potencial social e iniciativa tienden más a elegir trabajos donde sea necesario el contacto social y la iniciativa, como por ejemplo la enseñanza o la administración de negocios. De la misma manera personas más realistas, con mejor percepción visual y razonamiento matemático buscan trabajos relacionados con las ciencias o matemáticas, como las ingenierías.

### Selección
La selección es un tipo de transacción mediante la cual la gente es seleccionada en roles que son consistentes con su personalidad. La gente se ve seleccionada en determinadas situaciones y se les da un trato especial según las características de su personalidad. Un claro ejemplo de este procedimiento serían los trabajadores de recursos humanos, ya que su trabajo consiste en analizar las aptitudes y características de cada persona y luego clasificarlas en un tipo de rol de trabajo que concuerde con sus cualidades y haga que estas se potencien.
Ejemplos que muestran la transacción de selección:
- Birch y Ladd en 1998 determinaron que los efectos de la selección aparecen muy pronto en el desarrollo. Por ejemplo, la personalidad de los niños influencia en sus emergentes relaciones con profesores cuando son jóvenes. Este estudio está muy relacionado con la selección porque justamente se puede observar como según las características de la personalidad de los niños se les da un trato u otro, cosa que desencadena en una mejor o peor relación con el profesor.

### Reacción
La reacción es un tipo de transacción que lleva a los individuos a formar esquemas extraídos de un ambiente psicológico subjetivo (de los alrededores objetivos) basándose en su personalidad, es decir, la gente atiende de forma subjetiva y selecta a informaciones trascendentales para las disposiciones preexistentes.
Ejemplos que muestran la transacción de Reacción:
- Fiske y Taylor, en un estudio realizado en 1991, el cual se basaba en dar una explicación en cómo las personas dan sentido a su entorno social, propusieron que estos esquemas cognitivos que emergen de las actitudes, el afecto y la emoción, ayudan a la gente a responder selectivamente a la información, la cual es congruente con sus expectativas y visiones. Es decir, la gente responde a dicha información según como piensen sobre de sí mismos o de la gente en general. Por lo tanto, este estudio demuestra que, efectivamente, las personas atienden de forma selectiva a las informaciones trascendentales según sus rasgos de personalidad.

### Evocación
La evocación es un tipo de transacción mediante la cual la gente revive reacciones por parte de los otros que refuerzan disposiciones ya existentes, este proceso puede ocurrir más allá de la consciencia.
Ejemplos que muestran la transacción de evocación:
- Dodge y Tomlin, en un estudio realizado en 1987, examinaron los mecanismos de procesamiento de la información que pueden ser responsables en las interpretaciones hostiles en los niños agresivos. Realizaron dos estudios en los cuales seleccionaron a un número concreto de sujetos agresivos y otro número de sujetos no agresivos (ambos del mismo curso escolar). En estos estudios se les presentaba a ambos grupos situaciones hipotéticas en que eran objeto de provocaciones o bien tenían que interpretar las intenciones de los compañeros. Los resultados de los estudios fueron que los sujetos agresivos eran más propensos a utilizar esquemas de uno mismo y, por lo tanto, sugiere un fracaso en la utilización de señales apropiadas o pistas relevantes ante la situación. Con esto, pudieron concluir que la agresión típicamente, evoca hostilidad en otros. Este estudio es representativo de la evocación, ya que sugiere que los marcos o esquemas ya existentes en la consciencia de dichos sujetos agresivos, se mantienen en la personalidad a lo largo del tiempo, haciendo que en situaciones hostiles emerjan esos rasgos de personalidad.

### Manipulación
La manipulación es aquel tipo de transacción en que es el sujeto quien modifica el ambiente para que se ajuste mejor con su personalidad. Por ejemplo, si a un individuo no le gusta su trabajo o su compañero puede cambiar cualquiera de los dos hacia lo mejor.
Ejemplos de la manipulación:
- Según Wrzesniewski y Dutton, no sólo aquellos individuos con poder sobre una organización tienen la capacidad de dar forma a su estructura, sino que los empleados comunes también pueden dar forma a su trabajo para que se ajuste a ellos cambiando las tareas que realizan, organizando su propio trabajo de forma diferente, o incluso cambiando la naturaleza de las relaciones que mantienen con sus compañeros y superiores.

### Atrición
La atrición (o abandono), es el tipo de transacción que se da en caso de que el cambio necesario fuese demasiado grande y no se pudiese realizar, el individuo abandona el ambiente. 
Ejemplos de la atrición:
- Un ejemplo observable en la vida real serían las personas que abandonan los estudios universitarios porque en comparación con los estudios anteriores estos implican demasiado esfuerzo y deciden dejarlos porque el cambio de implicación y esfuerzo necesario para aprobar es demasiado grande.

### Claridad de la Identidad
Esta transacción tiene la intención de facilitar la selección, la evocación y la reacción, ya que un mayor sentido de la identidad proporciona más facilidad a la hora de escoger un ambiente que concuerde con tu persona. 

## Relación genotipo-ambiente
Se ha demostrado que los genes codifican proteínas, las cuales determinan el funcionamiento de los endofenotipos (fenotipo intermedio no visible) y estos, a su vez, determinan el rango de reacción para una determinada conducta o característica. Eso quiere decir que realmente el genotipo no determina cómo nos comportamos, sino que atribuye un rango de respuesta que, en función de la interacción con variables ambientales, será específica de una u otra. Por lo tanto existe una correlación entre genes y ambiente que hace referencia a que un individuo, con un determinado genotipo, tiende a desarrollarse en ambientes que sean propensos a favorecer la expresión de este.
Según la correlación que se establece entre estos, el ambiente actúa sobre los genes de una manera determinada, o viceversa:
- Correlación pasiva: ni el comportamiento ni el genotipo determina el ambiente donde el individuo se encuentra. El ambiente donde se desarrolla un individuo favorece la expresión de su genotipo.
- Correlación activa: los genes son los que determinan que un individuo busque el ambiente que más le convenga para poder favorecer la aparición de su expresión genética.
- Correlación evocativa o reactiva: la propia expresión del genotipo provoca reacciones que favorecen la aparición de factores ambientales adecuados para el desarrollo y evolución de los genes.

Las relaciones entre genotipo y ambiente son muy complejas, ya que el ambiente puede modular la expresión de los genes pero a la vez estos pueden modular el impacto del ambiente durante el desarrollo. Por lo tanto, podemos concluir que la relación entre genes y ambiente es bidireccional. 

## Ideas importantes
- Las transacciones tienen su objetivo en promover la consistencia de la personalidad.
- Las transacciones nos ayudan a buscar ambientes donde nos sintamos cómodos, y a su vez, a alejarnos de estos cuando hacen todo lo contrario.
- Incluir las medidas ambientales (por ejemplo, en las relaciones sociales) en términos de estar directamente relacionadas (o interactuando) con variables de la personalidad, podríamos llegar a un mejor entendimiento del desarrollo de las variables de la personalidad y su asociación con respuestas específicas en el desarrollo.
- La gente generalmente prefiere, y tiende a seleccionar, ambientes que minimizan conflictos intra e interpersonales, y que les permiten utilizar sus capacidades a su nivel más alto y diferenciado.
- El grado de bienestar a lo largo del ciclo de vida cambia críticamente según el grado en que los ambientes del desarrollo son congruentes con y responsivas a los potenciales e intereses de la persona.